# Rupan Sansei - Secret File 2 - Sound Collection
Rupan Sansei - Secret File 2 - Sound Collection (ルパン三世 シークレットファイル２ ～サウンドコレクション?, Rupan Sansei - Shiikuretto Fairu 2 - Saundo Korekushon) è un OAV giapponese di Lupin III, il famoso ladro creato da Monkey Punch, pubblicato nel 1989.
È una raccolta di materiale sul ladro gentiluomo giapponese. Si trova in vendita anche legato al precedente OAV Secret File col titolo Gekijōban Rupan Sansei DVD Limited Box (劇場版 ルパン三世 DVD Limited Box? "Lupin III - Versione cinematografica - DVD Limited Box").

## Contenuto
1. Sigla d'apertura di Secret File 2
2. "Sexy Adventure", prima sigla di testa (ep. 1-26) di Lupin, l'incorreggibile Lupin
3. "Fairy Night", sigla di coda (ep. 1-50) di Lupin, l'incorreggibile Lupin
4. "Sexy Adventure (versione 2)", seconda sigla di testa (ep. 27-50) di Lupin, l'incorreggibile Lupin
5. Eyecatch 1 de Le nuove avventure di Lupin III
6. "Rupan Sansei no Theme", sigla di testa del film Lupin III
7. "Fire Treasure", sigla di testa de Il castello di Cagliostro
8. "Manhattan Joke", sigla di testa de La leggenda dell'oro di Babilonia
9. "C'est la vie to iwanaide", sigla di testa de La cospirazione dei Fuma
10. Eyecatch 2 de Le nuove avventure di Lupin III
11. "Rupan Sansei no Theme", prima sigla di testa (ep. 1-26) de Le nuove avventure di Lupin III
12. "Rupan Sansei - Ai no Theme", prima sigla di coda (ep. 1-26) de Le nuove avventure di Lupin III
13. "Rupan Sansei no Theme (versione 2)", seconda sigla di testa (ep. 27-51) de Le nuove avventure di Lupin III
14. "Rupan Sansei - Ai no Theme (versione 2)", seconda sigla di coda (ep. 27-51) de Le nuove avventure di Lupin III
15. "Rupan '79 (versione mono)", terza sigla di testa (ep. 52-103) de Le nuove avventure di Lupin III
16. "Love Squall (versione mono)", terza sigla di coda (ep. 52-103) de Le nuove avventure di Lupin III
17. Eyecatch 3 de Le nuove avventure di Lupin III
18. Eyecatch 4 de Le nuove avventure di Lupin III
19. "Rupan '79 (versione stereo)", terza sigla di testa (ep. 52-103) de Le nuove avventure di Lupin III
20. "Love Squall (versione stereo)", terza sigla di coda (ep. 52-103) de Le nuove avventure di Lupin III
21. "Rupan '80", quarta sigla di testa (ep. 104-155) de Le nuove avventure di Lupin III
22. "Love is Everything", quarta sigla di coda (ep. 107-155) de Le nuove avventure di Lupin III
23. Eyecatch 5 de Le nuove avventure di Lupin III
24. "Rupan Sansei no uta - Sono 1", prima sigla di testa (ep. 1-3) de Le avventure di Lupin III
25. "Rupan '68", seconda sigla di testa (ep. 4) de Le avventure di Lupin III
26. "Rupan Sansei no uta - Sono 2", prima sigla di coda (ep. 1) de Le avventure di Lupin III
27. "Rupan '68 (versione 2)", terza sigla di testa (ep. 5, 7-15) de Le avventure di Lupin III
28. "Rupan '68 (versione 3)", quarta sigla di testa (ep. 6) de Le avventure di Lupin III
29. "Rupan Sansei no uta - Sono 2 (versione 3)", terza sigla di coda (ep. 3) de Le avventure di Lupin III
30. "Rupan '71 (versione 1)", quinta sigla di testa (ep. 16) de Le avventure di Lupin III
31. "Rupan '71 (versione 2)", sesta sigla di testa (ep. 17-23) de Le avventure di Lupin III
32. "Rupan Sansei no uta - Sono 2 (versione 2)", seconda sigla di coda (ep. 2, 4-23) de Le avventure di Lupin III
33. Eyecatch 6 de Le nuove avventure di Lupin III
34. "Rupan Sansei ondo", sigla di coda del film Lupin III